# Aleksandyr Radołow
Aleksandyr Christow Radołow (bułg. Александър Христов Радолов; ur. 27 czerwca 1883 we wsi Sławianci w Obwodzie Burgas, zm. 1 lutego 1945) – bułgarski polityk, działacz Bułgarskiego Ludowego Związku Chłopskiego, deputowany do Zgromadzenia Narodowego 16. (1913), 17. (1914–1919), 18. (1919-1920), 19. (1920-1923), 20. (1923), 22. (1927–1931), 23. (1931-1934) i 25. kadencji (1940–1944), minister sprawiedliwości (1920-1921), spraw wewnętrznych i zdrowia publicznego (1921-1922) oraz handlu, przemysłu i pracy (1922-1923). Po zamachu stanu z 9 września 1944 zamordowany z polecenia komunistów.

## Życiorys
W 1905 ukończył gimnazjum w Sliwenie, po czym studiował filologię w Uniwersytecie Sofijskim im. św. Klemensa z Ochrydy. Następnie wyjechał do Genewy, gdzie w 1908 ukończył prawo. Po powrocie do Bułgarii wstąpił w szeregi Bułgarskiego Ludowego Związku Chłopskiego (BLZCh), zostając wkrótce jednym z członków jego zarządu. W 1913 po raz pierwszy uzyskał mandat deputowanego do Zgromadzenia Narodowego. Karierę parlamentarzysty kontynuował z dwiema przerwami aż do 1944. W 1917 był dyrektorem przedsiębiorstwa Naroden Magazin (bułg. Народен магазин). W 1918 przygotował regulamin tzw. uniwersalnej spółdzielni rolniczej. 
W 1920 objął posadę ministra sprawiedliwości w rządzie Aleksandyra Stambolijskiego. Po przebudowie gabinetu w 1921 został ministrem wewnętrznych i zdrowia narodowego, zaś rok później handlu, przemysłu i pracy. Po zamachu stanu z 9 czerwca 1923, w efekcie którego ludowcy utracili władzę, wraz z innymi ministrami trafił do więzienia. W areszcie przebywał do 9 kwietnia 1924, kiedy to sąd zadecydował o jego uniewinnieniu. Po odzyskaniu wolności Radołow wstąpił do BLZCh „Wrabcza 1”, zaś w 1932 przyłączył się do BZLCh im. Georgiego Markowa. 
Po komunistycznym zamachu stanu z 9 września 1944 i przejęciu władzy w Carstwie Bułgarii przez Front Ojczyźniany, trafił wraz z innymi parlamentarzystami ze Zgromadzenia Narodowego 25. kadencji przed tzw. Sąd Ludowy, który wydał na niego wyrok śmierci. 1 lutego został rozstrzelany w niewiadomym miejscu. W roku 1996 Sąd Najwyższy uchylił wyrok Sądu Ludowego i pośmiertnie zrehabilitował Radołowa. 

## Funkcje sprawowane przez Radołowa w Radzie Ministrów
Aleksandyr Radołow zajmował następujące stanowiska w rządach Carstwa Bułgarii (w porządku chronologicznym):
- w rządzie Aleksandyra Stambolijskiego
  - minister sprawiedliwości (21 lutego 1920 - 9 listopada 1921)
  - tymczasowo na czele Ministerstwa Kolei, Poczty i Telegrafu (24 października 1921 - 9 listopada 1921)
  - minister spraw wewnętrznych i zdrowia publicznego (9 listopada 1921 - 5 stycznia 1922)
  - minister handlu, przemysłu i pracy (5 stycznia 1922 - 14 marca 1923)